# Indult
Indult je v kanonickém právu římskokatolické církve dovolení, které uděluje papež (popřípadě příslušný ordinář) jakožto zákonodárce. Může spočívat zejména v úlevě od dodržení určité povinnosti uložené Kodexem kanonického práva. Na udělení indultu není právní nárok. Podobnou povahu jako indult mají dispens a privilegium, které jsou však udělovány rozhodnutím.